# Akodon neocenus
Akodon neocenus és una espècie de mamífer rosegador de la família dels cricètids. És endèmic de l'Argentina (províncies del Neuquén i Río Negro). El seu hàbitat natural són els matollars montans. És una espècie en risc mínim, és a dir, no sembla que hi hagi cap amenaça significativa per a la seva supervivència. El seu nom específic, neocenus, significa ‘del Neuquén’ en llatí.